# Tvind
Tvind ist der Name eines alternativen Schulsystems in Dänemark, dort auch Tvind Skolerne genannt.

## Geschichte

### Anfänge in den 1970er Jahren
Gegründet wurde die Tvind-Schule von einer Gruppe junger Menschen im Jahre 1973. Mehrere junge Lehrer begaben sich mit Kleinbussen auf eine Exkursion nach Indien, Afghanistan und anderen Ländern. Unter der Prämisse „Reisen und Lernen“ gründeten sie das Schulprojekt, welches sich das „Notwendige Seminar“ nannte und eine Ausbildung zum Lehrer als Ziel setzte. Im Vordergrund stand Mogens Amdi Petersen, der maßgeblich dieses Projekt prägte. Im nördlichen Jütland bei Ringkøbing wurde ein alter Bauernhof (Tvind Gaarden) gekauft, worauf sich auch der Name Tvind bezieht, und zu einer Schule umgebaut.

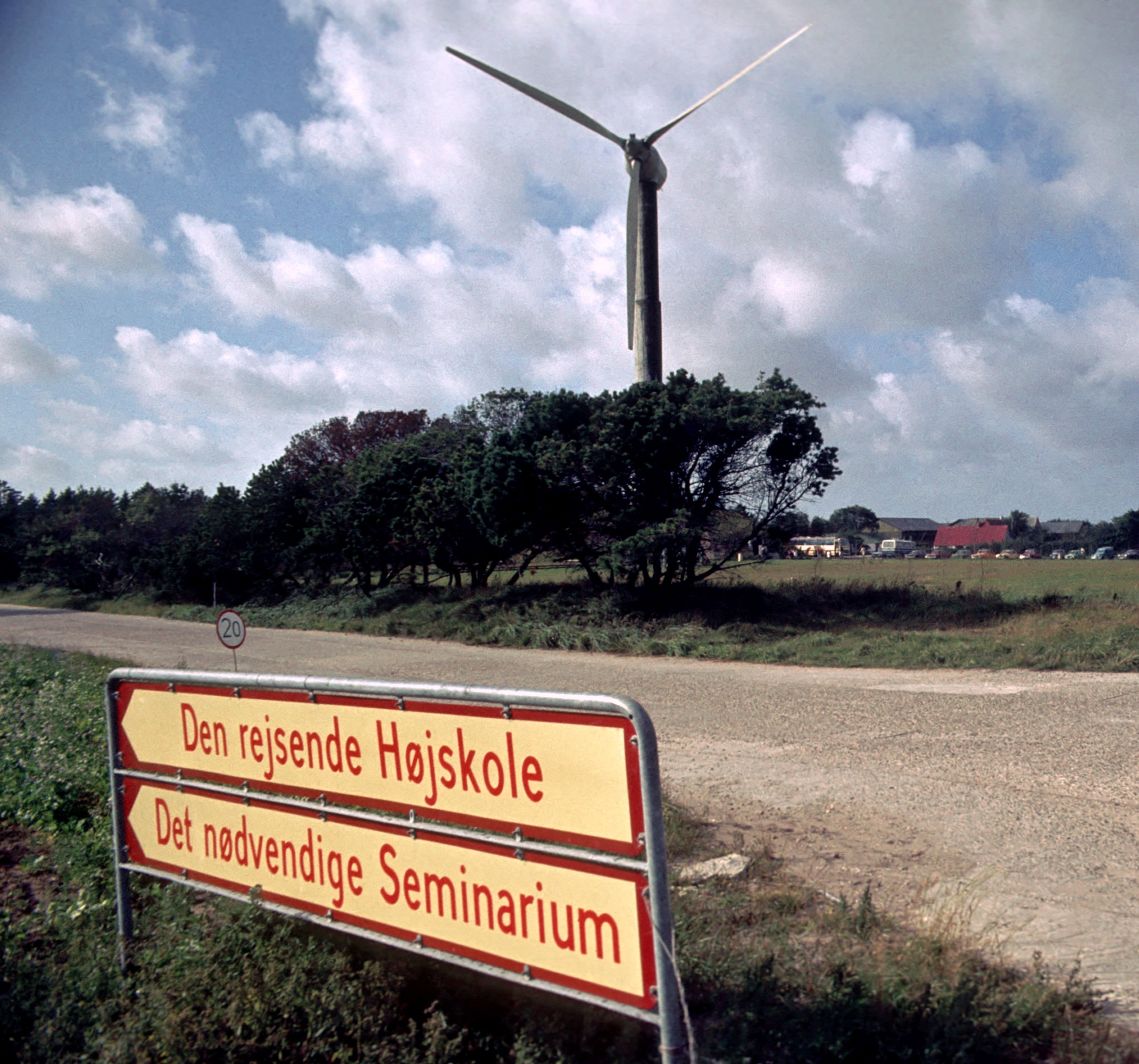
Tvind-Mühle

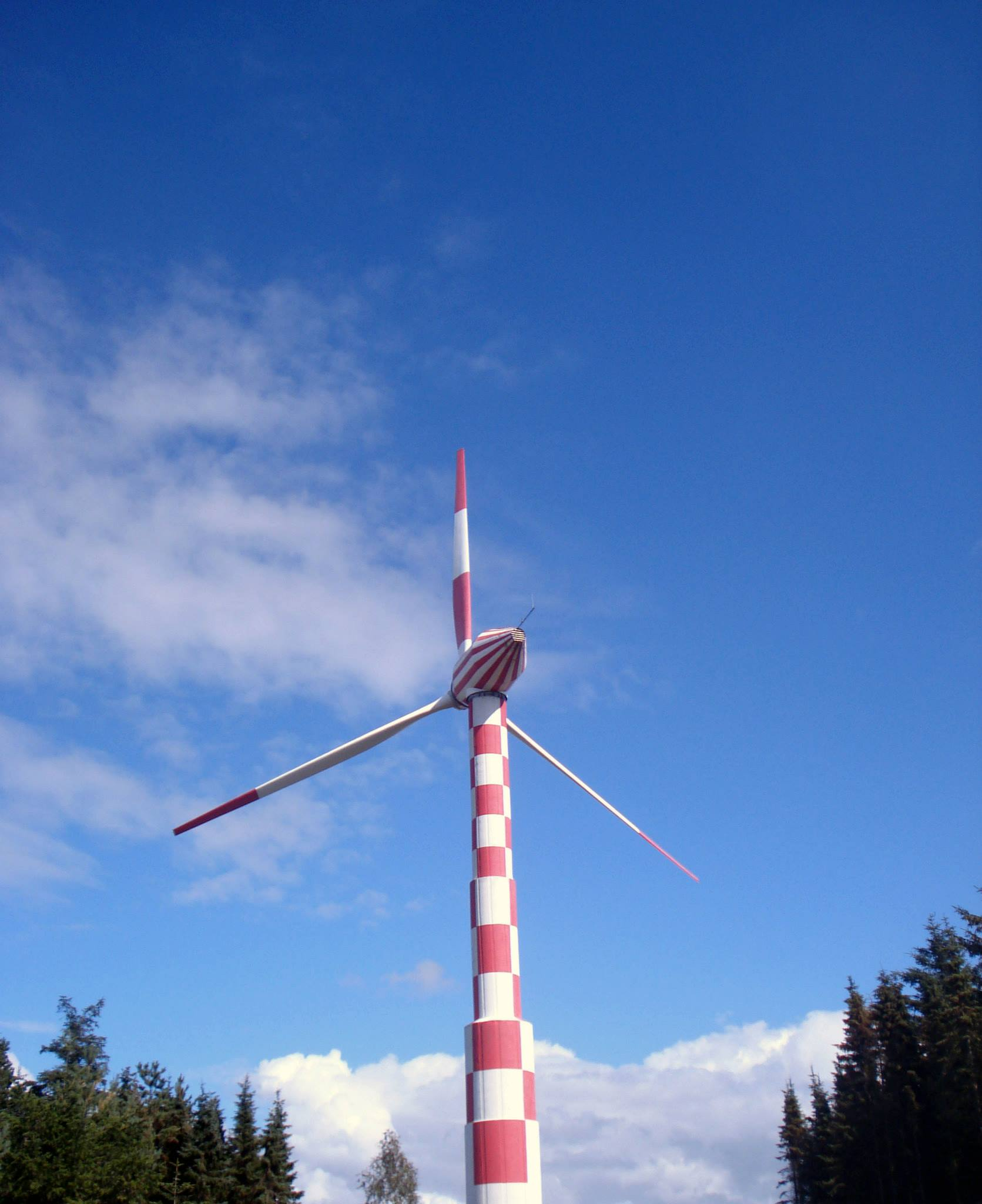
Tvind-Mühle (2023)

Während der Ölkrise und der Energiediskussionen in den 1970er Jahren starteten die damaligen Teilnehmer des Lehrerseminars das Projekt der Tvind-Mühle. Ziel war es zu beweisen, dass mit Windenergie eine Alternative zur Kernenergie vorhanden war. Da fast alle Amateure waren und keine Erfahrung mit dem Bau der Rotorflügel hatten, übten sie mit dem Bau von Booten den Umgang mit glasfaserverstärktem Kunststoff. Per Annonce wurden Helfer zum Bau des größten Windkraftwerks der Welt gesucht. Örtliche Baufirmen halfen mit Kränen bei der Montage der Generatorgondel und der Rotorflügel. Am 26. März 1978 begann die Stromproduktion. Die mit einem gebrauchten Getriebe, Generator und Hauptlager gebaute Anlage war für mehrere Jahre die größte Windkraftanlage der Welt. Fast alle modernen Windkraftwerke basieren auf dem Modell von Tvind: Der dreiflüglige Rotor mit obenliegender Generatorgondel wurde zum Vorbild für die ganze Welt. Neben der Windkraft wurde auch die Sonne genutzt. Aus alten Flachheizkörpern und Fenstern wurden Kollektoren zur Warmwasserbereitung gebaut. Photovoltaik war damals wegen der hohen Kosten noch unrentabel. 
Gleichzeitig wuchs das Schulprojekt stetig an. Es wurden eine Privatschule (Friskole) und eine Nachschule (Efterskole) gegründet. Später kamen eine Realschule/Gymnasium sowie eine Technische Produktionsschule (entsprechend einer Berufsschule für technische Berufe) hinzu.
Tvind erfreute sich damals großer Popularität, wenn auch nicht in Dänemark selbst, wo alternative Schulen aufgrund der liberalen Schulgesetze recht zahlreich waren. Zu Beginn wurden die „Hippies“ in der ländlich geprägten Umgebung als „linke Spinner“ oder „haschischrauchende Weltverbesserer“ belächelt. Später wuchsen die Vorurteile und resultierten auch in Handgreiflichkeiten zwischen Tvindschülern und Ansässigen. Dennoch zog Tvind viele junge Menschen aus Skandinavien, England und auch Deutschland an. Ein besonderer Reiz stellte das Prinzip „Reisen und Lernen“ dar. Dabei stand das in Dänemark sehr bekannte Märchen Pelle der Eroberer Pate, in dem ein Teil der Kernbotschaft die Notwendigkeit des Reisens und Lernens in Einheit beschreibt. So hatte jede Schule alte Omnibusse, die ausgebaut wurden mit Schlafmöglichkeiten und die als fahrende Klassenzimmer für Studienreisen dienten. Ziele waren sowohl der nordafrikanische als auch der asiatische Raum. In den 1980er Jahren expandierte Tvind, und mehrere neue Schulen wurden an anderen Orten innerhalb Dänemarks gegründet, später auch in anderen Ländern, bis hin in die USA. Wegen der liberalen Gesetzgebung Dänemarks gegenüber alternativen Schulen konnte sich Tvind mit staatlicher Unterstützung (bis zu 85 %) finanziell schnell ausbauen. Innerhalb der Lehrergruppe galt das Prinzip, dass die Gehälter in einen Gemeinschaftsfonds wanderten und dass jeder Einzelne ein Taschengeld erhielt.

### Kritik Ende der 1980er Jahre
Ende der 1980er wurde in Dänemark Kritik am finanziellen Gebaren Tvinds geäußert, das mit Immobilien- und anderen Geschäften weitere Kapitalkraft aufbaute. In den Augen der dänischen Bevölkerung galten die Praktiken Tvinds als anrüchig, und die Steuerpolitik Dänemarks stand dem Projekt zunehmend skeptisch gegenüber. Auch die Tatsache, dass eine Gruppe von Tvind-Schülern von einer Reise in Irland selbstständig nach Hause trampen musste, löste Empörung aus. Der Untergang eines der Schulschiffe Tvinds, bei dem auch Todesopfer zu beklagen waren, weckte Skepsis gegenüber der Sicherheit und Logistik der Unternehmungen Tvinds. Gegenüber Nachrichtenmedien schotteten sich die Lehrer ab.
Tvind gründete die Auslandhilfsorganisation UFF (Ulandshjælp fra Folk til Folk). Diese auch in anderen Ländern als Humana auftretende Organisation machte mit Kleidersammlungen und Projekten in Afrika, Asien und der Karibik bald negative Schlagzeilen. Ein Großteil der Gelder seien für Interessen des inzwischen zu einem „Imperium“ gewachsenen Tvind-Systems verwendet worden. Auch die intersozialen Strukturen innerhalb der Lehrgruppe wurden durch Berichte ausgestiegener Mitglieder, die Einblicke in die ansonsten verschlossene Gemeinschaft der Lehrer ermöglichten, kritisch hinterfragt. Von Gehirnwäsche, Manipulationen und kollektivem Psychodruck war die Rede, und ein Vergleich zu Scientology wurde gezogen.

### Sondergesetz und strafrechtliche Verfolgung
1996 wurde allen Tvind-Schulen per Sondergesetz der staatliche Zuschuss entzogen. Dennoch arbeiteten fast alle Schulen weiter – allerdings mit geringerer Schülerzahl und sehr schlechten finanziellen Bedingungen. Mittlerweile konzentrierte man sich auf die Betreuung von schwierig geltenden Jugendlichen, deren Aufenthalt direkt von den Jugendämtern bezahlt wurde. Eine einzige Schule sagte sich von Tvind los und wurde zu einer anerkannten und geförderten Privatschule (Efterskole/Højskole). Der ideologische Anführer Amdi Petersen stand unter Anklage wegen Steuerhinterziehung, deswegen strich der dänische Staat sämtliche Fördergelder für die Tvind-Schulen und brachte damit das Tvind-System in eine prekäre Lage. Der finanzielle und der Imageschaden führten dazu, dass die Schulen sich öffentlich weitestgehend abgeschottet hatten.
Am 31. August 2006 endete der Gerichtsprozess wegen Steuerhinterziehung von Amdi Petersen und sieben weiteren Angeklagten mit einem Freispruch für sieben der acht Angeklagten. Steen Byrner, der während des Prozesses eine Teilschuld eingestand, wurde zu einer Bewährungsstrafe von einem Jahr und 80.000 Kronen Bußgeld verurteilt. Der Prozess gegen Amdi Petersen wurde im Sommer in Abwesenheit von Amdi Petersen fortgesetzt. Amdi Petersen hat mittlerweile Dänemark verlassen und wird weltweit von der Polizei gesucht. Im Januar 2009 wurde der Tvind-Sprecher Poul Jørgensen des Betruges für schuldig befunden und zu zweieinhalb Jahren Gefängnis verurteilt. Er sei dafür verantwortlich, Geld an private Unternehmen abgezweigt und dies steuerlich nicht erklärt zu haben.